# 南犬飼村
南犬飼村（みなみいぬかいむら）は栃木県の中南部、下都賀郡に属していた村である。

## 地理
- 河川 - 姿川、恵川

## 歴史
- 1889年（明治22年）4月1日 町村制施行により、安塚村、北小林村、上田村、中泉村、助谷村、国谷村が合併し下都賀郡南犬飼村が成立する。
- 1955年（昭和30年）7月28日 壬生町へ編入する。

## 交通

### 鉄道
- 東武鉄道
  - 宇都宮線：安塚駅